# Верхньобуреїнський район
Верхньобуреї́нський район (рос. Верхнебуреинский район) — район у складі Хабаровського краю Російської Федерації.
Адміністративний центр — смт Чегдомин.

## Історія
Район був утворений 14 червня 1927 року як Верхньобуреїнський туземний район народу евенків (тунгусів) Амурського округу Далекосхідного краю з центром у селі Чекунда. До складу району увійшли родові сільради, станом на 1931 рік їх було 5 — Красноярська, Німанська, Тирминська, Чекундинська та Яурінська.
1932 року район увійшов до складу Амурської області Далекосхідного краю, з 1938 року — Хабаровського краю. 1939 року утворено Середньоургальську та Усть-Тирминську сільради. 1940 року до складу району передано Німанську та Софійську сільради зі складу Селемджинсько-Буреїнського району, Амгуньську сільраду — зі складу Кур-Урмійського району. Станом на 1941 рік район включав в себе 9 сільрад — Амгуньську, Німанську, Половинську, Софійську, Середньоургальську, Тирминську, Усть-Німанську, Усть-Тирминську та Чекундинську.
1943 року районний центр був перенесений до смт Середній Ургал. 1944 року ліквідовано Усть-Тирминську сільраду. 1948 року район увійшов безпосередньо до складу Хабаровського краю. На той час він складався з 3 смт (Середній Ургал, Умальтінський, Софійськ) та 6 сільрад — Амгуньської, Німанської, Тирминської, Усть-Німанської, Чеугдинської та Чекундинської. 1949 року утворено смт Чегдомин.
1954 року Чеугдинська сільрада передана до складу Бурейської району Амурської області. 1956 року центр району перенесено до смт Чегдомин. 1959 року Тирминську сільраду перейменовано в Аланапську.

## Населення
Населення — 24096 осіб (2019; 27457 в 2010, 33250 у 2002).

## Адміністративний поділ
Район адміністративно поділяється на 2 міських поселення та 11 сільських поселень:
| Поселення                             | Площа, км² | Населення, осіб (2002) | Населення, осіб (2010) | Населення, осіб (2019) | Центр          | Населені пункти |
| ------------------------------------- | ---------- | ---------------------- | ---------------------- | ---------------------- | -------------- | --------------- |
| Новоургальське міське поселення       | 88,81      | 7500                   | 6874                   | 6202                   | Новий Ургал    | 3               |
| Чегдоминське міське поселення         | 156,01     | 16560                  | 14031                  | 12635                  | Чегдомин       | 2               |
| Аланапське сільське поселення         | 24,50      | 366                    | 228                    | 159                    | Аланап         | 2               |
| Алонське сільське поселення           | 9,72       | 740                    | 431                    | 328                    | Алонка         | 1               |
| Гербинське сільське поселення         | 11,50      | 346                    | 320                    | 296                    | Гербі          | 1               |
| Етиркенське сільське поселення        | 5,57       | 808                    | 665                    | 577                    | Етиркен        | 1               |
| Середньоургальське сільське поселення | 11,30      | 671                    | 521                    | 382                    | Середній Ургал | 2               |
| Согдинське сільське поселення         | 76,00      | 298                    | 221                    | 164                    | Согда          | 4               |
| Софійське сільське поселення          | 10,50      | 670                    | 435                    | 314                    | Софійськ       | 1               |
| Сулуцьке сільське поселення           | 46,17      | 1491                   | 926                    | 787                    | Сулук          | 2               |
| Тирминське сільське поселення         | 490,00     | 2913                   | 2176                   | 1751                   | Тирма          | 6               |
| Усть-Ургальське сільське поселення    | 22,00      | 276                    | 202                    | 152                    | Усть-Ургал     | 1               |
| Чекундинське сільське поселення       | 26,00      | 516                    | 353                    | 301                    | Чекунда        | 3               |
| міжселенна територія                  | -          | 95                     | 74                     | 56                     | -              | 1               |

- 2010 року ліквідовано Солонинське сільське поселення, його територія приєднана до складу Сулуцького сільського поселення[4].

## Найбільші населені пункти
| №  | Місто          | Населення, осіб (2002) | Населення, осіб (2010) |
| -- | -------------- | ---------------------- | ---------------------- |
| 1  | Чегдомин       | 15303                  | 13048                  |
| 2  | Новий Ургал    | 7274                   | 6803                   |
| 3  | Тирма          | 2519                   | 1933                   |
| 4  | Цес            | 1257                   | 983                    |
| 5  | Сулук          | 1184                   | 699                    |
| 6  | Етиркен        | 808                    | 665                    |
| 7  | Середній Ургал | 591                    | 467                    |
| 8  | Алонка         | 740                    | 431                    |
| 9  | Софійськ       | 670                    | 435                    |
| 10 | Гербі          | 346                    | 320                    |